# Izydor Kajetan Wysłouch
Izydor Józef Kajetan Wysłouch herbu Odyniec, pseud. Antoni Szech (ur. 19 grudnia 1869 w Pirkowiczach, zm. 26 czerwca 1937 w Warszawie) – polski duchowny katolicki, publicysta, urzędnik, działacz społeczny i polityczny, propagator idei chrześcijańskiego socjalizmu, związany z ruchem ludowym w Królestwie Polskim.

## Życiorys

### Młodość i edukacja
Urodził się jako najmłodszy z trzech synów. Pochodził z rodziny szlacheckiej o tradycjach patriotycznych i społecznych.
Po ukończeniu warszawskiego gimnazjum podjął studia historyczne na Wydziale Historyczno-Filologicznym Cesarskim Uniwersytecie Warszawskim. Był wyróżniającym się studentem, lecz nie angażował się w życie społeczne. Po śmierci jednego z braci zwrócił się ku religii.

### Przyłączenie się do zakonu
Włączył się w działalność kręgu Honorata Koźmińskiego – zakonnika i działacza kościelnego, który prowadził niejawne inicjatywy opiekuńcze i społeczne, szczególnie na rzecz ubogich. Ze względu na zakaz przyjmowania nowicjuszy do klasztorów kapucyńskich wydany przez władze carskie, w 1893 wstąpił do bezhabitowego Zgromadzenia Braci Sług Maryi Niepokalanej. Nowicjat odbył w środowisku robotniczo-rzemieślniczym na łódzkich Bałutach, przyjmując imię zakonne Brat Marcin.
Dzięki poparciu Honorata Koźmińskiego w 1896 został przełożonym generalnym zgromadzenia. Przystąpił wówczas do jego reorganizacji oraz spisał jego reguły. Efektem tych działań było wyodrębnienie nowej wspólnoty – Zgromadzenia Synów Matki Bożej Bolesnej (tzw. dolorystów), którego został współzałożycielem i pierwszym przełożonym generalnym. Zgromadzenie to działało głównie na terenach zaniedbanych religijnie i społecznie, prowadząc walkę z analfabetyzmem oraz organizując kursy rzemieślnicze dla ubogich.
W 1897 wstąpił do Zgromadzenia Braci Mniejszych Kapucynów, przyjmując imię zakonne Antoni Maria. Rozpoczął studia teologiczne, m.in. w warszawskim seminarium duchownym. Po złożeniu ślubów wieczystych otrzymał święcenia kapłańskie 18 lipca 1899.
Podczas studiów teologicznych zetknął się z modernizmem katolickim, co wzbudziło w nim wątpliwości dotyczące tradycyjnych form wiary. W jakiś czas później po ostrym zapaleniu płuc zdiagnozowano u niego dalsze komplikacje; organizm wycieńczony ascezą nie był w stanie poradzić sobie z powstałym zagrożeniem. Skierowany został najpierw na leczenie do Zakopanego, lecz w dalszym etapie choroby lekarze zalecili kurację w Egipcie. Spędził tam — konkretnie w  Heluanie - jesień i zimę 1902/1903 (od marca 1903 kontynuując leczenie w Zakopanem). Do Egiptu powrócił wiosną 1904 i pozostał tam do jesieni.
W okresie rewolucji 1905 rozwinął działalność polityczną i publicystyczną, publikując pod pseudonimem Antoni Szech. W ciągu kilku lat sformułował ideowy program łączący chrześcijaństwo, socjalizm i patriotyzm.
Związał się z radykalnym ruchem ludowym w Królestwie Polskim. Uczestniczył w wiecu zorganizowanym przez Polską Partię Socjalistyczną (PPS) 2 listopada 1905 w warszawskiej filharmonii, a także przemawiał podczas zjazdu duchowieństwa katolickiego 13 grudnia tego samego roku, zainicjowanego przez Ligę Narodową.
Zaangażował się w działalność Polskiego Związku Ludowego – radykalnej organizacji chłopskiej – gdzie współtworzył redakcję pisma „Życie Gromadzkie”. Współpracował również z grupą chłopów z Tłuszcza, która od jesieni 1906 wydawała postępowo-lewicowy tygodnik „Siewba”; publikował na jego łamach liczne artykuły. Z kręgu tego środowiska wyłonił się tajny Związek Młodej Polski Ludowej, utworzony 2 września 1906, którego program ideowy opracował Wysłouch.
W grudniu 1906, z jego udziałem, powstało Towarzystwo Kółek Rolniczych im. Stanisława Staszica – inicjatywa o charakterze spółdzielczym i samopomocowym.
Działalność polityczno-społeczna Izydora Wysłoucha spotkała się z dezaprobatą ze strony władz zakonnych. Pod koniec 1906 generał zakonu zakazał mu publikowania i nakazał wyjazd za granicę pod pretekstem kontynuowania studiów teologicznych. Wysłouch udał się do Innsbrucka, gdzie uczęszczał na zajęcia w kolegium jezuickim. Po powrocie do kraju kontynuował działalność publiczną, mimo rosnącego sprzeciwu hierarchii kościelnej.
W wyniku konfliktu z władzami zakonnymi, utracił poparcie Honorata Koźmińskiego. Otrzymał nakaz opuszczenia klasztoru w Nowym Mieście i został zagrożony suspensą. W konsekwencji, 28 sierpnia 1908 sam wystąpił z zakonu i stanu duchownego, a 4 października tego samego roku – także z Kościoła katolickiego.

### Po opuszczeniu zakonu
Po opuszczeniu zakonu Izydor Wysłouch zaprzestał działalności publicystycznej, mimo że nie był już ograniczony regułami kościelnymi. W okresie po rezygnacji z sutanny opublikował jedynie kilka broszur oraz kilkanaście artykułów, co stanowiło wyraźny spadek aktywności w porównaniu z latami 1906–1908. Niemniej prowadził życie zgodne z zasadami ascetyzmu i porządku – nawet Zofia Nałkowska, która liczyła na romans, zauważyła, że jego styl bycia nie uległ zmianie po odejściu z klasztoru.
Jego poglądy ideowe uległy radykalizacji, jednakże w porównaniu z innymi świeckimi działaczami pozostawały umiarkowane. Izydor Wysłouch unikał publicznego rozliczania się z okresem życia zakonnego. Część jego dotychczasowych współpracowników przestała się nim interesować po przejściu na świeckość, a on sam nie zyskał trwałego poparcia w żadnym z istniejących środowisk politycznych czy ideowych. Był postrzegany jako zbyt radykalny przez Kościół i środowiska chadeckie, a jednocześnie zbyt religijny dla ruchów socjalistycznych. Andrzej Chwalba zauważył, że nie zdobył on uznania wśród partii robotniczych, które identyfikowały go z Kościołem.
Aleksander Świętochowski stwierdził, że Izydor Wysłouch nie stał się twórcą odrębnego nurtu ideowego. Pod koniec 1910 wyjechał do Paryża, gdzie był wolnym słuchaczem na École des hautes études oraz uczestniczył w wykładach Alfreda Loisy’ego. W Paryżu działał w środowisku anarchosyndykalistów i wolnomyślicieli, m.in. wokół Józefa Zielińskiego. Według relacji uczestniczył w demonstracjach robotniczych, podczas których wygłaszał antyklerykalne przemówienia, zachowując habit zakonny.
Przed wybuchem I wojny światowej powrócił do Polski z powodu problemów zdrowotnych. Popierał działalność Józefa Piłsudskiego, jednak ze względu na stan zdrowia nie angażował się bezpośrednio w działania niepodległościowe.

### Po I wojnie światowej
1 stycznia 1919 podjął pracę w Ministerstwie Pracy i Opieki Społecznej. W ciągu ośmiu lat awansował do stanowiska naczelnika jednego z wydziałów. Był współtwórcą polskiego ustawodawstwa socjalnego, przygotował nowelizację Ustawy o obowiązkowem ubezpieczeniu na wypadek choroby oraz współautorował projekt ustawy o Kasach Chorych. W 1931 był sygnatariuszem polsko-niemieckiej umowy dotyczącej wzajemnego uznawania zobowiązań wynikających z ubezpieczeń społecznych. W 1933 pod jego kierownictwem opracowano projekt nowej ustawy o ubezpieczeniach społecznych. Reprezentował Polskę na forum Ligi Narodów jako członek Komisji Ubezpieczeniowej. Za działalność otrzymał Order Polonia Restituta oraz Złoty Krzyż Zasługi.
Prowadził oszczędny tryb życia, borykając się z problemami zdrowotnymi. W listopadzie 1932 został członkiem warszawskiej loży masońskiej „Kopernik”, działając pod pseudonimem Antoni Sławicz. W 1935 objął stanowisko przewodniczącego tej loży.
Zmarł w Warszawie 25 lub 26 czerwca 1937. Został pochowany 29 czerwca tego samego roku w rodzinnych Pirkowiczach.

## Życie prywatne
Jego pradziad Zenon Wysłouch był posłem na Sejm Czteroletni. Dwaj synowie Zenona, Kazimierz i Jan, uczestniczyli w Legionach Dąbrowskiego, natomiast trzeci, Wiktor, był ojcem Antoniego, uczestnika powstania styczniowego. Siostra Antoniego, Katarzyna, była matką Bolesława Limanowskiego, jednego z czołowych działaczy polskiego ruchu socjalistycznego. Brat ojca, Ludwik, był ojcem Bolesława Wysłoucha, współzałożyciela ruchu ludowego w zaborze austriackim. Matka Izydora Kajetana, Teofila z Butowt-Andrzejkowiczów, była związana z Elizą Orzeszkową, która sportretowała ją jako „piękną Tośkę” w opowiadaniu Oficer.
Miał dwóch braci: Antoniego Izydora oraz Witolda Feliksa.

## Poglądy
Izydor Kajetan Wysłouch był zwolennikiem głębokich przemian społecznych i narodowych. Opowiadał się za demokratyzacją życia publicznego, emancypacją chłopów oraz likwidacją nierówności klasowych i narodowościowych. Podkreślał konieczność integracji wszystkich warstw społecznych wokół idei sprawiedliwości społecznej i niepodległości Polski. Uważał, że u podstaw państwa powinien leżeć sojusz robotników i chłopów, oparty na współpracy i solidarności.
Uważał, że lud wiejski – utożsamiany przez niego z narodem – został pozbawiony podstawowych praw społecznych, ekonomicznych i kulturalnych. Wzywał Kościół do walki o zniesienie niesprawiedliwych praw i poprawę losu ludu. Postulował również budowę przyszłego państwa polskiego jako demokratycznej republiki federacyjnej, opartej na współpracy narodów: Polaków, Litwinów i Rusinów, przeciwdziałającej szowinizmowi i nacjonalizmowi.
Propagował ideę kooperatyzmu, zaczerpniętą m.in. od Edwarda Abramowskiego, postulując powstanie ustroju społecznego opartego na dobrowolnym zrzeszaniu się gospodarstw rolnych i wywłaszczaniu dużych majątków ziemskich. Był autorem programu Związku Młodej Polski Ludowej, w którym postulował scalanie gruntów rolnych, ograniczenie maksymalnej wielkości gospodarstw oraz przekazanie ziemi bezrolnym chłopom w ramach gospodarstw kooperatywnych.
Wysłouch był także publicystą krytycznym wobec Kościoła, zwłaszcza duchowieństwa sprzyjającego ziemiaństwu i konserwatyzmowi społecznemu. Jego teksty i broszury, publikowane m.in. pod pseudonimem Antoni Szech, wzbudzały kontrowersje i spotykały się z ostrą krytyką środowisk katolickich. Mimo to część duchownych – m.in. Honorat Koźmiński czy arcybiskup Józef Teodorowicz – broniła jego intencji, uznając je za wyraz społecznej troski o lud.